# Pollenia hungarica
Pollenia hungarica – gatunek muchówki z rodziny plujkowatych i podrodziny Polleniinae.
Takson ten opisany został w 1987 roku przez Knuta Rogensa. Holotypem został samiec odłowiony na Węgrzech.
Muchówka ta ma głowę o dobrze zaznaczonych i zwykle stosunkowo ostrych listewkach twarzowych. Samca cechuje stosunkowo wąskie, węższe niż odległość między tylnymi przyoczkami czoło oraz stykające się parafrontalia. Ubarwienie głaszczków zwykle jest czarne, czasem z nieco zbrązowiałym szczytem, a bardzo rzadko żółte. W chetotaksji tułowia występuje zewnętrzna szczecinka zabarkowa i zwykle tylko trzy szczecinki tarczkowe brzeżne. Użyłkowanie skrzydła cechuje nagi po spodniej stronie węzełek h-sc. Narządy rozrodcze samców odznaczają się uzbrojonym w rząd drobnych guzków wierzchołkiem delikatnie zakrzywionego wyrostka parafallicznego. Samica ma trzy podługowato-owalne zbiorniki nasienne i zakrzywione torebki boczne.
Larwy są pasożytami skąposzczeta Eisenia rosea. Owady dorosłe spotyka się głównie od marca do października, rzadziej w lutym i listopadzie.
Owad palearktyczny, w Europie znany z północy Norwegii, Szwecji, Finlandii, Francji, Niemiec, Szwajcarii, Austrii, Włoch, Łotwy, Polski, Czech, Słowacji, Węgier, Serbii, Czarnogóry, Ukrainy i Rosji.